# Mesosemia mayi
Mesosemia mayi is een vlindersoort uit de familie van de prachtvlinders (Riodinidae), onderfamilie Riodininae.
Mesosemia mayi werd in 1958 beschreven door Lathy.